# Кузуб Павло Степанович
Павло Степанович Кузуб (1924, Петровська — 9 жовтня 1943) — Герой Радянського Союзу, в роки німецько-радянської війни розвідник 106-ї окремої розвідроти 110-ї гвардійської стрілецької дивізії 37-ї армії Степового фронту, гвардії сержант.

## Біографія
Нардився в 1924 році на станиці Петровська Слов'янського району Краснодарського краю. Росіянин. Член ВЛКСМ.
Загинув 9 жовтня 1943 року при форсуванні Дніпра, закривши своїм тілом амбразуру противника. Указом Президії Верховної Ради СРСР 22 лютого 1944 року йому присвоєно звання Героя Радянського Союзу посмертно.

Плита на братській могилі

Похований в селі Куцеволівка в братській могилі.

## Пам'ять
Школа №29 в станиці Петровська носить ім'я Героя.